# (34155) 2000 QJ22
2000 QJ22 (asteroide 34155) é um asteroide da cintura principal. Possui uma excentricidade de 0.25446500 e uma inclinação de 11.51965º.
Este asteroide foi descoberto no dia 25 de agosto de 2000 por LINEAR em Socorro.